# Korbeľka
Korbeľka je přírodní rezervace v katastrálním území obce Stankovany v okrese Ružomberok v Žilinském kraji na Slovensku. Území bylo vyhlášeno v roce 1973 a jeho rozloha je 86,16 hektaru. Předmětem ochrany jsou přirozené lesní porosty na Velké Fatře s patrným střídáním společenstev podmíněným rozdíly reliéfu.